# نمل قرصي الدرقة المايا
نمل قرصي الدرقة المايا (الاسم العلمي:†Discothyrea maya) هو نوع من النمل يتبع جنس النمل القرصي الدرقة من أسرة النملاوات القرناء.